# عمر سليمان
لواء أركان حرب / عمر محمود سليمان (2 يوليو 1936 - 19 يوليو 2012) قائد عسكري وسياسي مصري، من مواليد محافظة قنا. ظل يشغل منصب رئيس المخابرات العامة حتى تم تعيينه نائباً لرئيس الجمهورية في 29 يناير 2011 وحتى 11 فبراير 2011 خلال أحداث ثورة 25 يناير.

## التأهيل العلمي والعسكري
- تلقى تعليمه في الكلية الحربية في القاهرة.
- في عام 1954 انضم للقوات المسلحة المصرية.[20]
- تلقى تدريبًا عسكريًا إضافيًا في أكاديمية فرونزي بالاتحاد السوفيتي.[20]
- في ثمانينات القرن العشرين التحق بجامعة عين شمس وحصل على شهادة البكالوريوس بالعلوم السياسية.
- حصل على الماجستير بالعلوم السياسية من جامعة القاهرة.[20]
- حصل على الماجستير بالعلوم العسكرية.[20]

## حياته المهنية
- ترقى بالوظائف الرئيسية بالقوات المسلحة حتى وصل إلى منصب رئيس فرع التخطيط العام في هيئة عمليات القوات المسلحة[20]
- مدير المخابرات الحربية (يوليو 1989 - 4 مارس 1991).[21][22]
- رئيس المخابرات العامة (4 مارس 1991 - 29 يناير 2011).[21][23]
- نائب رئيس الجمهورية السابق محمد حسني مبارك (29 يناير 2011 - 11 فبراير 2011).[21]

## في المجال السياسي

### رئيسًا للمخابرات العامة
منذ توليه رئاسة المخابرات العامة تولى أيضًا ملف القضية الفلسطينية وذلك بتكليف من الرئيس محمد حسني مبارك، ومنها توليه مهمة الوساطة حول صفقة الإفراج عن العسكري الإسرائيلي الأسير لدى حركة حماس جلعاد شاليط والهدنة بين الحركة وإسرائيل والمفاوضات بين الفلسطينيين والإسرائيليين، كما أنه يقوم بمهام دبلوماسية في عدد من الدول منها عدد من المهمات في السودان.
ووجهت تهم إليه بالضلوع بعمليات تعذيب ضد معتقلين يشتبه بانتمائهم لتنظيم القاعدة أرسلتهم الولايات المتحدة من أفغانستان إلى مصر.

### نائبًا للرئيس
كانت تظهر بين فترة وأخرى معلومات صحافية تدور حول نية الرئيس محمد حسني مبارك بتعيينه نائبًا للرئيس وهو المنصب الذي كان شاغرًا منذ تولي مبارك للحكم عام 1981. وكثيرًا ما كانت الصحف ودبلوماسيون أجانب يشيرون بأنه سيكون خليفة الرئيس مبارك بحكم مصر. وكانت قد ظهرت حملة شعبية في سبتمبر من عام 2010 تطالب بانتخابه رئيسًا للجمهورية.
وقد قام الرئيس محمد حسني مبارك بتعيينه نائبًا لرئيس الجمهورية وذلك يوم 29 يناير 2011 ، وقد أتى تعيينه في اليوم الخامس من اندلاع ثورة تطالب بإسقاط النظام والبدء بإصلاحات سياسية واقتصادية واحتجاجًا على الأوضاع في مصر وأدت إلى وقوع مصادمات بين المتظاهرين والشرطة وأعمال عنف وسرقة، كما أدت إلى نزول القوات المسلحة للشارع لحفظ الأمن. وقد كلفه الرئيس مبارك بعد تعيينه مباشرةً بالحوار مع قوى المعارضة يتعلق بالإصلاح الدستوري. وفي 10 فبراير 2011 أعلن الرئيس مبارك عن تفويضه بصلاحيات الرئاسة وفق الدستور، إلا أن الرئيس مبارك أعلن في 11 فبراير تنحيه عن السلطة وتكليف المجلس الأعلى للقوات المسلحة لإدارة شئون البلاد، وقام هو بتسليم السلطة إلى للمجلس الأعلى، وانتهت بذلك فترة تولية نيابة الرئيس.
ذكرت قناة فوكس نيوز الأمريكية في فبراير من عام 2011 وبعيد تعيينه نائبًا للرئيس أنه تعرض إلى محاولة اغتيال فاشلة أدت إلى وفاة اثنين من حراسه الشخصيين وسائقه الخاص. وكان مصدر أمني قد نفى تلك المحاولة، إلا أنه صدرت لاحقًا تصريحات عن وزير الخارجية أحمد أبو الغيط تؤكد ذلك.

### الانتخابات الرئاسية 2012
أعلن يوم 6 أبريل ترشحه لانتخابات الرئاسة وذلك قبل يومين من غلق باب الترشيح، وقد برر تراجعه عن قراره السابق بعدم الترشح والذي أصدره في بيان بتاريخ 4 أبريل  بقوله:
| عمر سليمان | إن النداء الذي وجهتموه لي أمرًا، وأنا جندي لم أعصِ أمرًا طوال حياتي، فإذا ما كان هذا الأمر من الشعب المؤمن بوطنه لا أستطيع إلا أن ألبّي هذا النداء، وأشارك في الترشح، رغم ما أوضحته لكم في بياني السابق من معوقات وصعوبات، وإن نداءكم لي وتوسمكم في قدرتي هو تكليف وتشريف ووسام على صدري، وأعدكم أن أغير موقفي إذا ما استكملت التوكيلات المطلوبة خلال يوم السبت، مع وعد مني أن أبذل كل ما أستطيع من جهد، معتمدًا على الله وعلى دعمكم لننجز التغيير المنشود واستكمال أهداف الثورة وتحقيق آمال الشعب المصري في الأمن والاستقرار والرخاء. | عمر سليمان |

وكان عدد من مناصريه في نفس اليوم قد تظاهروا في ميدان العباسية لمطالبته بالترشح.
وفي يوم السبت 7 أبريل قام بسحب أوراق ترشحه من اللجنة العليا للانتخابات التي وصل مقرها وسط حشد من مؤيديه وتعزيزات أمنية مكثفة من قبل عناصر الشرطة والقوات المسلحة، وفي اليوم التالي، وهو آخر أيام تقديم أوراق الترشح، قام بتقديم أوراق ترشحه رسميًا وذلك قبل غلق باب التقديم بـ20 دقيقة.
إلا أن اللجنة العليا للانتخابات قررت في 14 أبريل استبعاده بعدما استبعدت أكثر من 3 آلاف من نماذج التأييد التي قدمها، ليصبح عددها الإجمالي 46 ألفًا، وهو رقم أكبر من النصاب الرقمي المطلوب المحدد 30 ألفًا، لكن تبين للجنة أنه جمع هذه النماذج من 14 محافظة فقط، والمطلوب ألف تأييد على الأقل من 15 محافظة.

## وفاته
توفي يوم 19 يوليو 2012 في الولايات المتحدة الموجود بها لتلقي العلاج، وقال مساعده «حسين كمال» إنه كان بخير وإنه كان يخضع لفحوصات طبية، وإن وفاته كانت فجأة. فيما ذكرت جريدة اليوم السابع أن وفاته كانت في «مستشفى كليفلاند» أثناء خضوعه لعملية جراحية بالقلب. كما قال مصدر مقرب منه أنه عانى اضطرابات في صمام القلب، ذهب على إثرها إلى ألمانيا لإجراء فحوصات طبية، وذكر المصدر أنه عانى مؤخراً ألماً شديداً في القلب، نُقل بعدها إلى مستشفى كليفلاند حيث توفى.
نفى رياض الأسعد ما نسبته مواقع إلكترونية للجيش السوري الحر حول مقتل نائب الرئيس المصري السابق اللواء عمر سليمان في تفجير مقر الأمن القومي بدمشق أثناء اجتماع كان يحضره عدد من كبار القادة الأمنيين السوريين، موضحا أن سليمان لم يكن موجوداً في ذلك الاجتماع.

## الأوسمة والأنواط والميداليات
حصل على العديد من الأوسمة والأنواط والميداليات:
- وسام الجمهورية من الطبقة الثانية.
- نوط الواجب العسكري من الطبقة الثانية.
- ميدالية الخدمة الطويلة والقدوة الحسنة.
- نوط الواجب العسكري من الطبقة الأولى.
- نوط الخدمة الممتازة.